# Audrey Williamsonová
Audrey Doreen Swayne Williamsonová (později Mitchellová, 28. září 1926 – 29. dubna 2010) byla britská atletka, který soutěžila hlavně na 200 metrů. Startovala za Velkou Británii na LOH 1948, které se konaly v Londýně ve Velké Británii, kde získala stříbrnou medaili.